# Pop! Goes the Weasel
“Pop! Goes the Weasel” é uma cantiga de roda e jogo de cantar da Inglaterra. Na Roud Folk Song Index, seu número é 5249. A melodia é comumente encontrada no brinquedo infantil jack-in-the-box.

## Versos
Existem várias versões da letra. Na Inglaterra, a mais conhecida é a seguinte:
Half a pound of tupenny rice,
Half a pound of treacle.
That’s the way the money goes,
Pop! goes the weasel.
Muitas vezes, uma segunda estrofe também é incluída:
Every night when I get home
The monkey’s on the table,
Take a stick and knock it off,
Pop! goes the weasel.
Além de uma terceira:
Up and down the city road,
In and out the Eagle.
That’s the way the money goes,
Pop! goes the weasel.

## Origens
A canção parece ter começado como uma música para dança. Uma partitura adquirida pela Biblioteca Britânica em 1853 descreve "Pop! Goes the Weasel" como "Uma Velha Dança Inglesa, tal como executada por Sua Majestade e os Nobres, com a Música Original". Costumava ter uma letra semelhante à da versão atual, mas apenas com as palavras "Pop! Goes the Weasel". A dança se tornou extremamente popular tanto em palcos como em salões de dança. Em setembro do mesmo ano, o mesmo título estava sendo usado como uma riposta desdenhosa e logo foram adicionadas as palavras da versão atual. A canção é mencionada em novembro de 1855 num panfleto da Igreja da Inglaterra, onde foi descrita como uma canção universalmente popular tocada nas ruas em realejos, mas com "uma letra sem sentido": o uso de palavras alternativas mais saudáveis foi sugerido. A seguinte versão foi criada em 1856 ao ser citada em uma performance do Teatro Real:
Up and down the City Road
In and out the Eagle
That’s the way the money goes
Pop! goes the weasel.
Nota: Na manufatura têxtil, a máquina de costura era chamada de "weasel'. A cada 1000 jardas, a máquina fazia o som de um estouro, por isso o verso "Pop! goes the weasel." Outra origem folclórica é o "pop!" da armadilha do caçador. Versos adicionais relacionados às origens são:
My mother taught me how to sew,
And how to thread the needle,
Every time my finger slips,
Pop! goes the weasel.
You may try to sew and sew,
And never make something regal,
So roll it up and let it go,
Pop! goes the weasel.
I went a’hunting in the woods,
It wasn’t very legal,
The dog and I were caught with the goods,
Pop! goes the weasel.
I said I didn’t hunt or sport,
The warden looked at my beagle,
He said to tell it to the court,
Pop! goes the weasel.

## Versões americanas
A canção aparenta ter cruzado o Oceano Atlântico na década de 1850. À época, jornais americanos a chamavam de "a mais nova dança Inglesa", e a frase "Pop! goes the weasel" logo se popularizou. As principais versões americanas bem diferentes da versão original inglesa e provavelmente têm uma fonte inteiramente diferente, ainda que usem a mesma melodia. A seguinte versão foi impressa em Boston em 1858:
All around the cobbler’s house,
The monkey chased the people.
And after them in double haste,
Pop! goes the weasel.
Em 1901, em Nova Iorque, a letra de abertura era:
All around the chicken coop,
The possum chased the weasel.
A versão mais comum e mais recente nunca foi gravada até 1914. Em adição aos 3 versos acima, Versões Americanas frequentemente :
All around the mulberry bush,
The monkey chased the weasel.
The monkey stopped to pull up his sock, (or The monkey stopped to scratch his nose)
Pop! goes the weasel.
Half a pound of tuppenny rice,
Half a pound of treacle.
Mix it up and make it nice,
Pop! goes the weasel.
Versos contemporâneos dos Estados Unidos incluem:
All around the mulberry bush, (or cobbler’s bench) (or carpenter’s bench)
The monkey chased the weasel.
The monkey thought ’twas all in good fun, (or ’twas all in good sport) (or that it was a joke) (or it was a big joke) (or twas all in fun)
Pop! goes the weasel.
A penny for a spool of thread,
A penny for a needle—
That's the way the money goes,
Pop! goes the weasel.
Jimmy’s got the whooping cough
And Timmy’s got the measles.
That’s the way the story goes,
Pop! goes the weasel.
Além dessas, existem diversas outras versões americanas.

## Significado e Interpretações

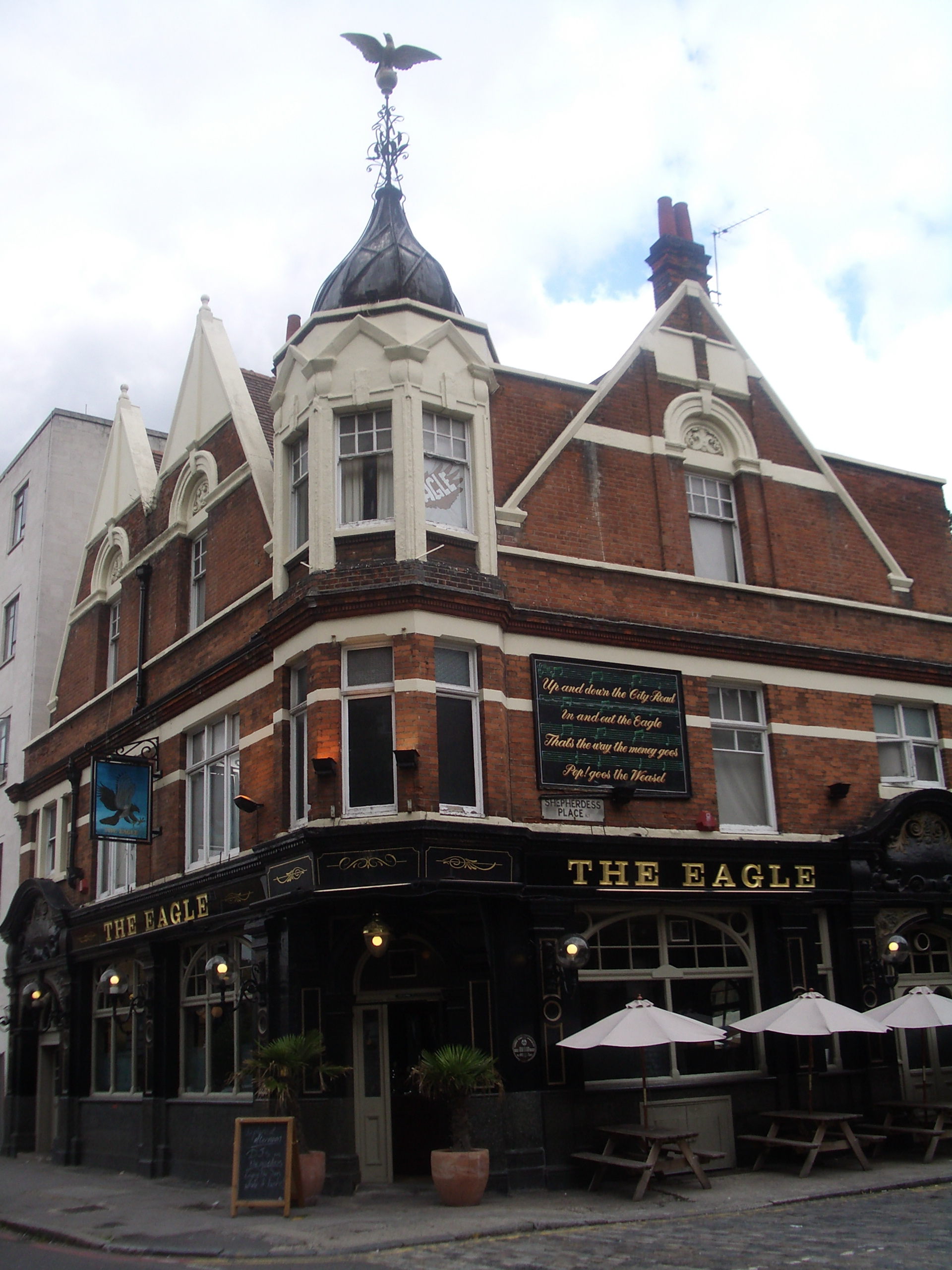
The Eagle pub na City Road,Londres, com a rima na parede.

Talvez por causa da natureza obscura de alguns versos, foram feitas várias sugestões sobre os significados, particularmente a frase "Pop! goes the weasel", incluindo: que é a lâmina do alfaiate, uma doninha morta, a ferramenta de um chapeleiro, uma roca de fiar, uma placa de prata, ou que 'weasel and stoat' é um calão rimado para garganta, como em "Get that down yer Weasel", que significa comer ou beber algo.
Um significado alternativo envolve a penhora do casaco de alguém para comprar comida e bebida, sendo "weasel" uma expressão para casaco e "pop" para penhora.

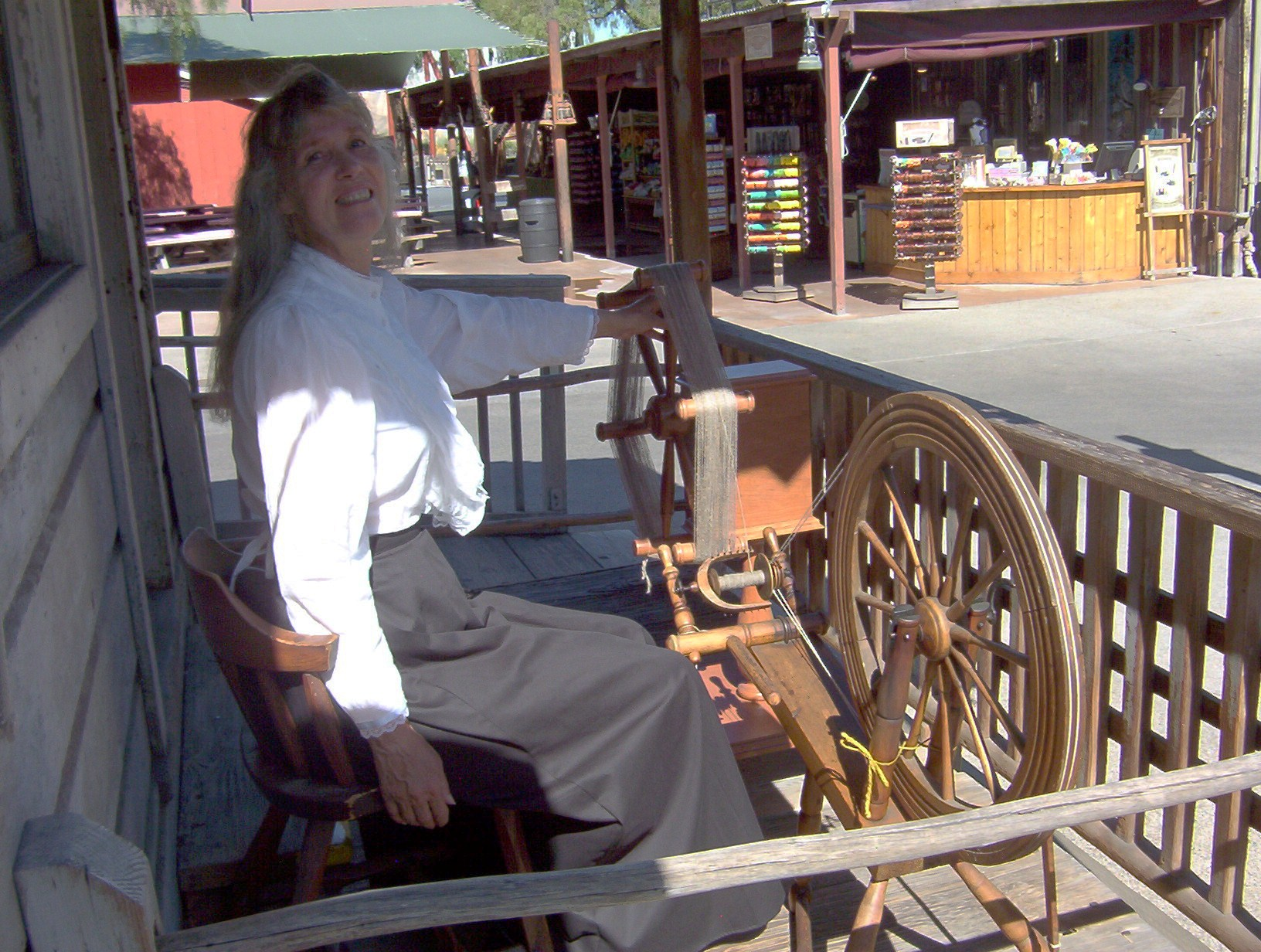
A fiandeira Charlene Parker com uma roda (na esquerda) e uma roca de fiar (na direita) na Knott's Berry Farm

Há uma roda comumente referida como "spinner's weasel", a qual é revolvida pelo fiandeiro para medir os fios após a passagem pela roca de fiar. A roda geralmente é construída de modo que a circunferência meça 6 pés e que 40 voltas produzam 80 jardas de fios. Ela possui engrenagens de madeira do lado de dentro e uma câmara, desenhadas para causar um som depois da quadragésima volta, contando ao fiandeiro o término da fiação.
Com a exceção de correspondências, nenhuma dessas teorias possuem evidências que as suportem e algumas podem ser descartadas se levada em conta a história da canção. Iona and Peter Opie observou que, mesmo a popularidade da dança da dança na década de 1850, ninguém parecia saber o significado da expressão.
A "Águia" na terceiro estrofe é uma possível referência ao The Eagle Pub, localizado na esquina da Shepherdess Walk e City Road,  mencionadas no mesmo verso. The Eagle era um velho pub na City Road, em Londres, que fora reconstruído como um salão de dança, demolido em 1901, e depois reconstruído como um pub. O local possui uma placa com a interpretação da rima e a história do edifício.

## Gravação pop
Uma versão pop da música foi gravada em 1961 pelo cantor britânico Anthony Newly, na Decca (Decca F11362), e chegou ao número 12 na UK singles chart.

## Outros usos
- No jogo indie de terror Five Nights at Freddy's 2, uma caixinha de música toca a música quando The Puppet, uma marionete animatrônica acorda de dentro de seu aposento e se dirige ao escritório do jogador.
- Em julho de 1934, a canção foi usada no curta Punch Drunks. Jerry "Curly" Howard atua insanamente e feito um bêbado com uma força sobrehumana quando ouve "Pop Goes The Weasel". Moe toma vantagem da estranha condição e o transforma em um lutador de boxe.
- Na série Star Trek: The Next Generation, o android Data tenta assobiar a melodia várias vezes sem sucesso.
- Em um episódio de Thomas and Friends, os Caminhões Problemáticos cantam "Pop Goes the Diesel" rudemente ao Diesel.
- Em vários episódios da série de 1967 The Prisoner, a música é usada na trilha sonora.
- Em um episódio de NYPD Blue, dois detetives se conformam que "Pop! Goes the Weasel" descreve brincadeiras com armas, o que tornaria a música uma "má influência".
- No jogo tower defense Plants vs.Zombies, o zumbi do Jack-in-the-Box carrega uma caixinha que toca a música.
- Em Call of Duty: Zombies, no mapa "Mob of the Dead", o nome da rima é um segredo que afeta o jogador, que incorpora Albert "Weasel" Arlington.[clarification needed]
- A canção era tocada na extinta atração America Sings da Disneylândia.
- O grupo Lords of Acid usou o primeiro verso da rima na música "Out comes the Evil".
- No jogo de terror Dead by Daylight onde é o nome de uma habilidade do personagem "O Palhaço".